# Balekundri (B.K), Belgaum
Balekundri (B.K) là một làng thuộc tehsil Belgaum, huyện Belgaum, bang Karnataka, Ấn Độ.